# Porterie du château d'Ecot-la-Combe
La porterie du château d'Ecot-la-Combe est situé sur la commune de Ecot-la-Combe dans la Haute-Marne. Elle date du XVIIe siècle.

## Historique
De la forteresse construite au Moyen Âge, il ne subsiste que peu de choses de visibles de par les transformations successives des différents propriétaires. Fondé à l'origine au XIe siècle par le seigneur Hugues d'Ecot, le château d'Ecot fut démoli une première fois au XIVe siècle pendant les guerres. Il reste aujourd'hui une tour du XVe et une porterie du XVIIe siècle. Le château a subi d'importants aménagements intérieurs et extérieurs entre 1796 et 1839. La propriété s'est vue supprimer le pont levis, combler les fossés, élargir les fenêtres, créer un jardin à l'anglaise entre 1850 et 1880.
Les trois ailes du château avec leurs tours, les façades et toitures de la porterie et celles des communs des communs ainsi que le pigeonnier font l'objet d'une inscription au titre des monuments historiques par arrêté du 25 août 1994.

## Galerie photos

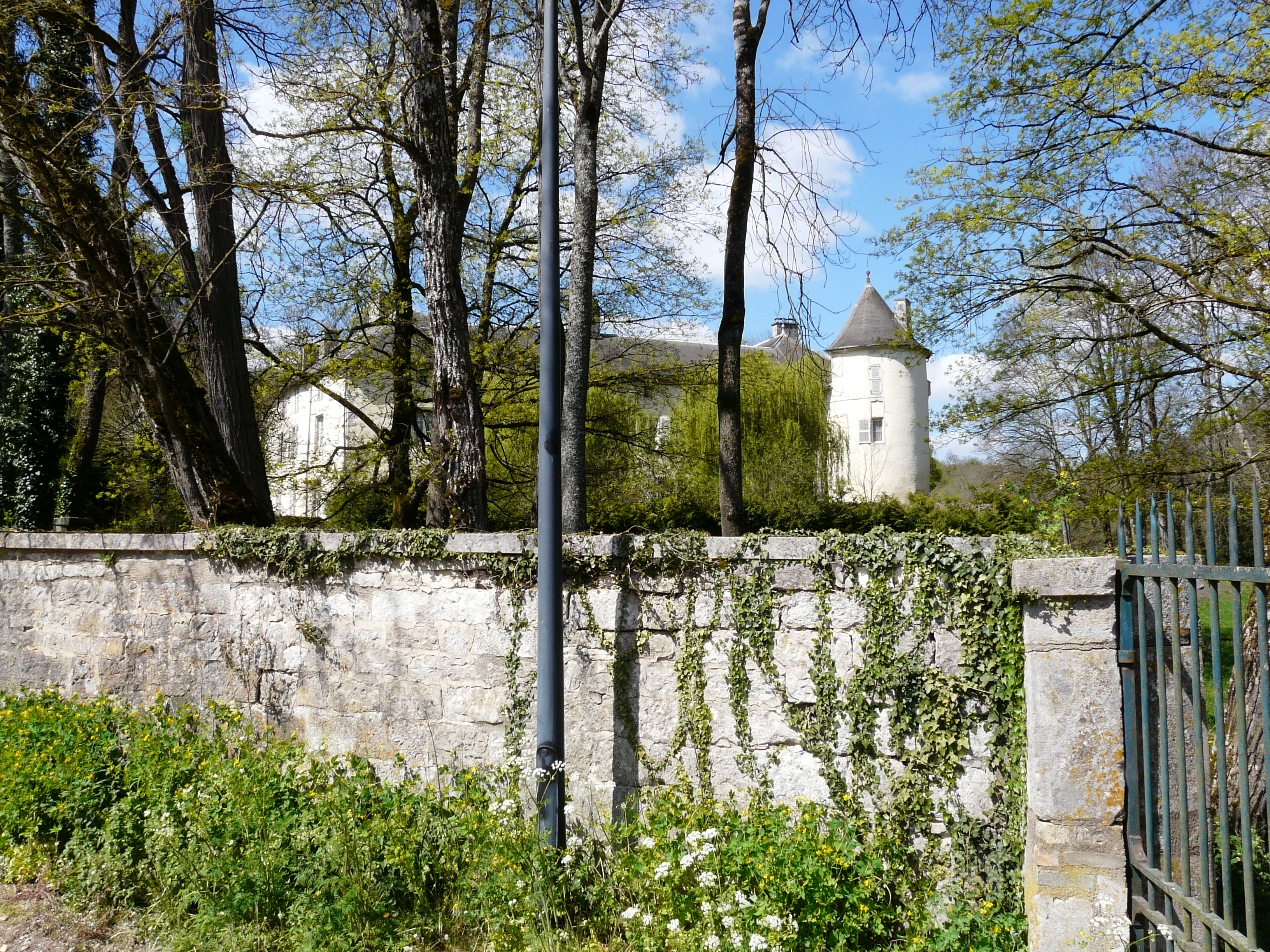
Enceinte
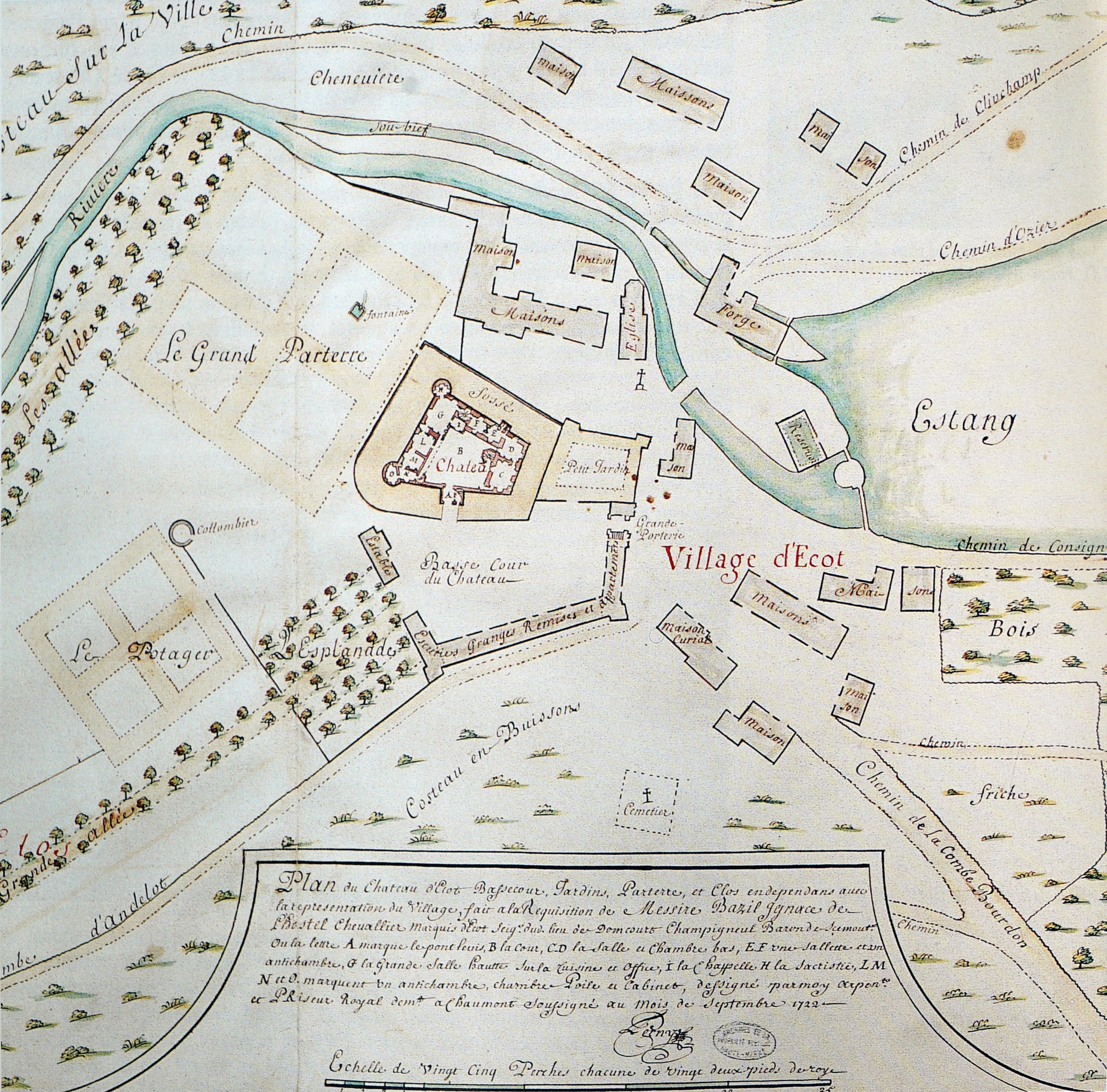
carte avec le parc et l'étang du château,
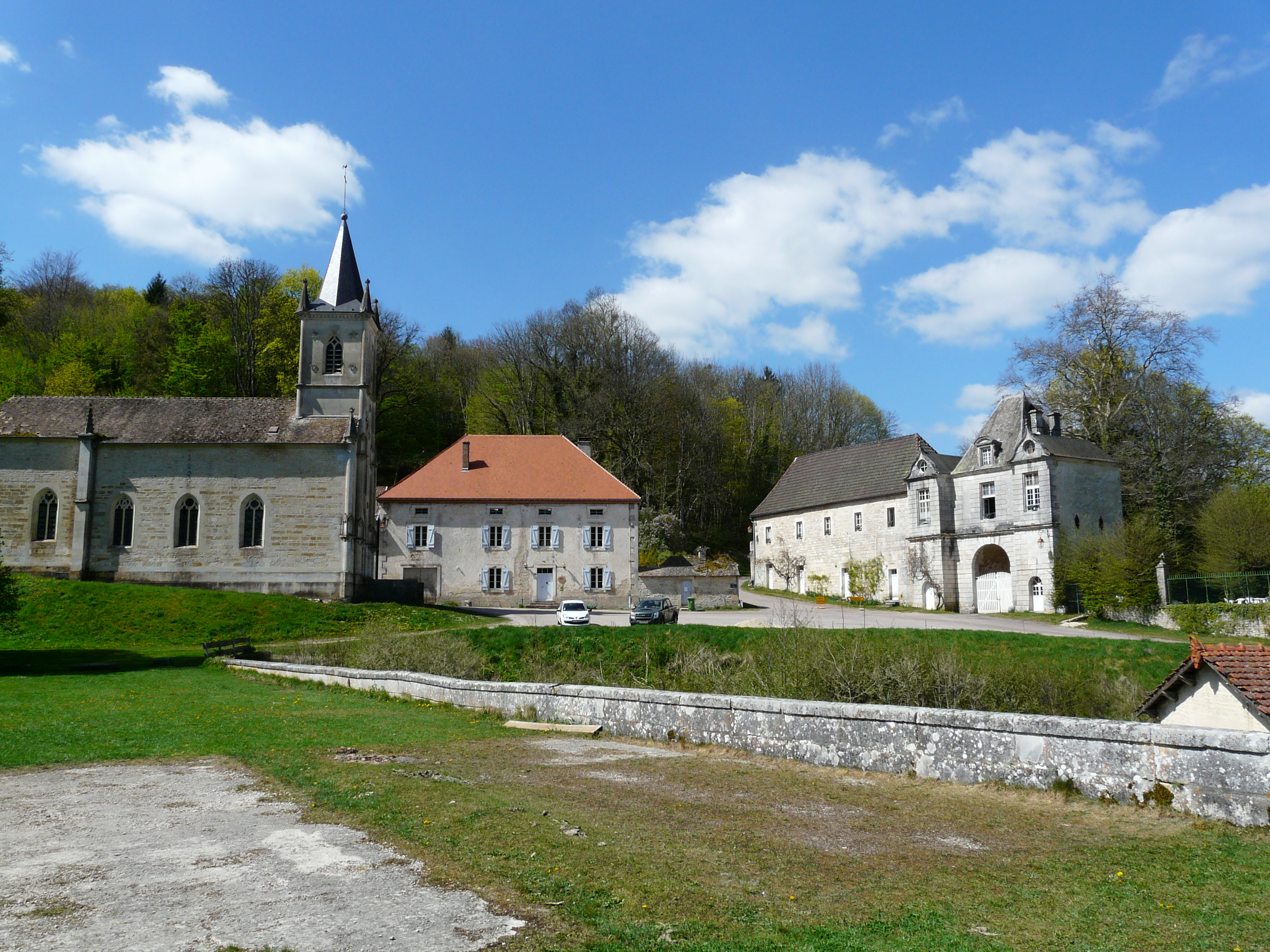
Porterie et village,
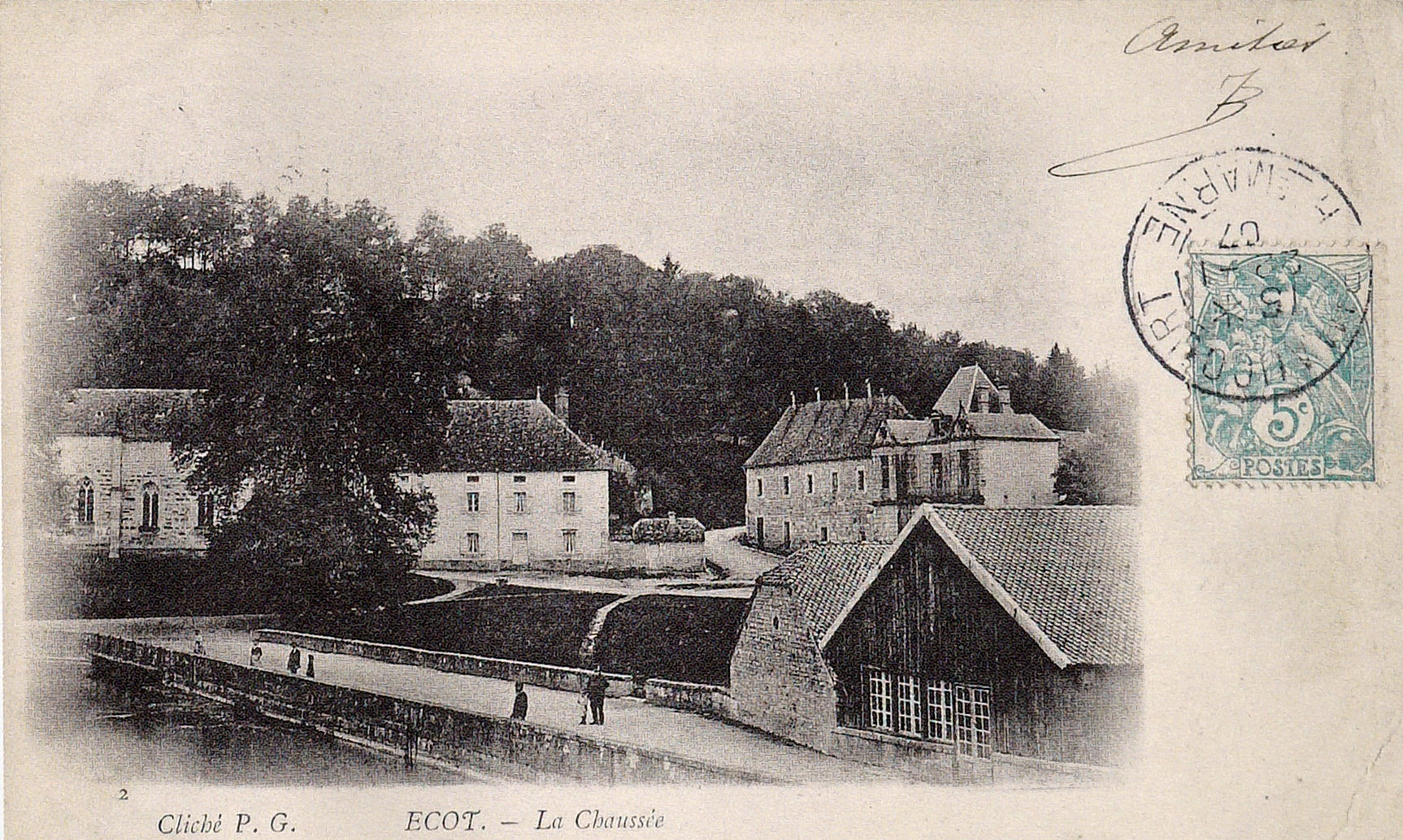
début XXe siècle.